# مسجد السلطان بيلو في كادونا

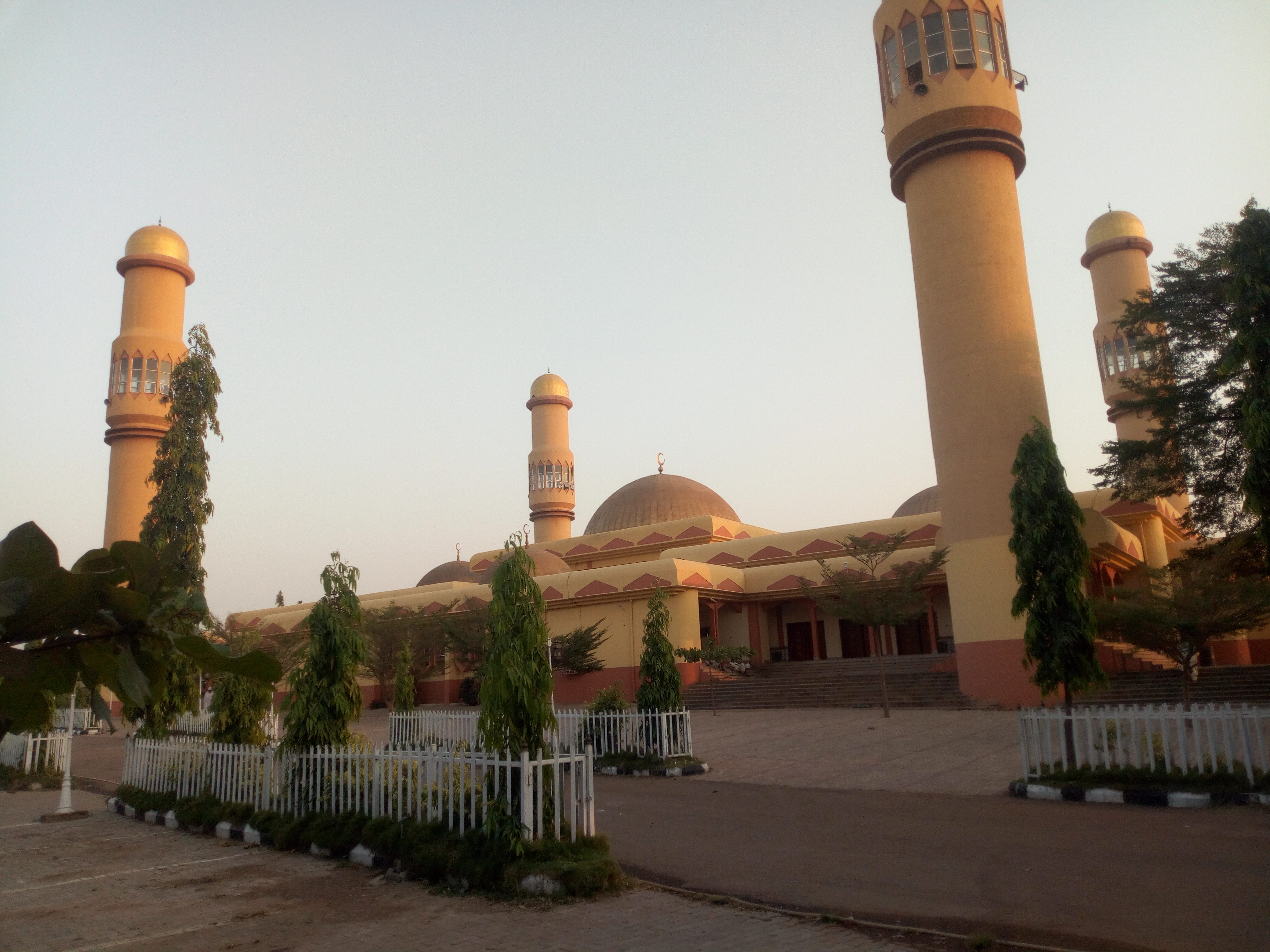
مسجد السلطان بيلو في كادونا

مسجد السلطان بيلو في كادونا المعروف أيضًا باسم مسجد كادونا المركزي، هو أحد أكبر المساجد في ولاية كادونا في نيجيريا، تم بناؤه عام 1962.

## البنيان
يغطي مسجد السلطان بيلو بعد التوسعة مساحة كلية للصلاة تبلغ 2300 مترًا مربعًا، تم تشييد الهيكل الأصلي في عام 1962، وتم توسيعه في عام 1994، الهيكل الحالي عبارة عن مبنى ضخم يضم خمس قباب وأربع مآذن.